# Андреас Штадлер
Андреас Штадлер (Беч, 31. јул 1896 — 14. фебруар 1941) је био аустријски дизач тегова у перолакој категорији, петоструки светски рекордер у периоду од 1922. до 1926. године.
Свој први велики успех постигао је на Светском првенству у дизању тегова 1923. одржаном у Бечу, где је у перолакој категорији постао светски првак подигавши 330 кг.
На Олимпијаким играма је учествовао два пута. Успешнији је био 1924. у Паризу, када је резултатом од 385 кг освојио друго место.
Четири године касније у Амстердаму био је шести са 267,50 кг.